# Babylonia angusta
Babylonia angusta is een slakkensoort uit de familie van de Babyloniidae. De wetenschappelijke naam van de soort is voor het eerst geldig gepubliceerd in 1981 door Van Regteren Altena & Gittenberger.